# Serge Chaloff
Serge Chaloff (Boston, 24 novembre 1923 – Boston, 16 luglio 1957) è stato un sassofonista jazz statunitense.
Chaloff era figlio di due famosi insegnanti di piano di Boston. La madre, Margaret avrebbe fatto da insegnante a  molti famosi pianisti, tra cui Keith Jarrett, Herbie Hancock, Chick Corea e Richard Twardzik.. Il padre, Julius Chaloff, era stato concertista ed era anche compositore.
Chaloff fu, con Gerry Mulligan, uno dei pochi baritonisti ad affacciarsi alle luci della ribalta alla fine degli anni 1940. Fino all'avvento di Chaloff, l'unico baritonista ad aver acquisito una certa notorietà era Harry Carney, dell'orchestra di Duke Ellington. Chaloff studiò piano e clarinetto prima di avvicinarsi al sassofono, sotto ll'influenza di Carney, Jack Washington e Charlie Parker. Dopo aver debuttato con le orchestre di Boyd Raeburn e  Georgie Ault, Chaloff iniziò a farsi un nome come il primo baritonista del bebop nell'orchestra di Jimmy Dorsey nel 1945. Il suo nome resta tuttavia legato al suo ingaggio nel "Second Herd" di Woody Herman alla fine del 1946. Qui assieme ai tenoristi Stan Getz, Zoot Sims e Herbie Stewart egli divenne famoso come uno dei "Four Brothers" nella composizione di Jimmy Giuffre, in cui a ognuno dei quattro era assegnato un assolo. Verso la metà di quello stesso anno Chaloff incise anche il suo primo disco assieme al trombettista Red Rodney, al tenorsassofonista Earl Swope, al pianista George Wallington, al bassista Curley Russell, e al batterista Tiny Kahn, per la Savoy Records.
Come altri jazzisti suoi contemporanei, Chaloff ebbe grossi problemi di tossicodipendenza, che frenò non poco la sua carriera negli anni successivi al 1949. Trasferitosi a New York, Chaloff formò un gruppo - che non fu mai registrato - assieme al leggendario pianista Bud Powell e al trombonista Earl Swope. Nel 1952 tornò a Boston dove riuscì a migliorare la propria fama e ad avvantaggiarsi di diverse occasioni di registrazioni e un'apparizione televisiva nello Steve Allen show.
Trasferitosi a Los Angeles, nel 1956 Chaloff incise, assieme al pianista Sonny Clark, al bassista Leroy Vinnegar e al batterista Philly Joe Jones, l'album Blue Serge, tuttora considerato il suo capolavoro. Ancora prima che l'album fosse pubblicato, Chaloff era ridotto su una sedia a rotelle, vittima di un tumore alla spina dorsale che lo avrebbe portato alla morte il 16 luglio 1957, ad appena 33 anni.

## Discografia

### Come Leader o Co-Leader (In ordine di pubblicazione)
- 1951 - New Stars, New Sounds (Mercer Records, LP-1003) con Oscar Pettiford, album split
- 1954 - Serge Chaloff and Boots Mussulli (Storyville Records, STLP-310)
- 1954 - Serge Chaloff Plays the Fable of Mabel (Storyville Records, STLP-317)
- 1955 - Boston Blow-Up! (Capitol Records, T 6510)
- 1956 - Blue Serge (Capitol Records, T 742)
- 1957 - The Four Brothers...Together Again! (Vik Records, LX-1096) con Herb Steward, Al Cohn e Zoot Sims

### Raccolte e album postumi
- 1992 - Memorial - We the People Bop (Cool & Blue Records, C&B-CD102)
- 1993 - The Complete Serge Chaloff Sessions (Mosaic Records, MD4-147) 4 CD
- 1994 - Boston 1950 (Uptown Records, UPCD 27.38)
- 2004 - A Proper Introduction to Serge Chaloff: The Baritone Sax Master (Proper Records, INTRO CD 2071)

### Collaborazioni
- 1956 - Metronome All-Stars 1956 (Verve Records, MGV 8030)